# Starý Herštejn
Starý Herštejn är en kulle i Tjeckien.   Den ligger i regionen Plzeň, i den västra delen av landet, 140 km sydväst om huvudstaden Prag. Toppen på Starý Herštejn är 878 meter över havet, eller 268 meter över den omgivande terrängen. Bredden vid basen är 6,0 km.
Terrängen runt Starý Herštejn är huvudsakligen kuperad, men åt nordost är den platt.Runt Starý Herštejn är det ganska tätbefolkat, med 65 invånare per kvadratkilometer. Närmaste större samhälle är Domažlice, 16,0 km öster om Starý Herštejn. I omgivningarna runt Starý Herštejn växer i huvudsak blandskog.